# Блок-діаграма

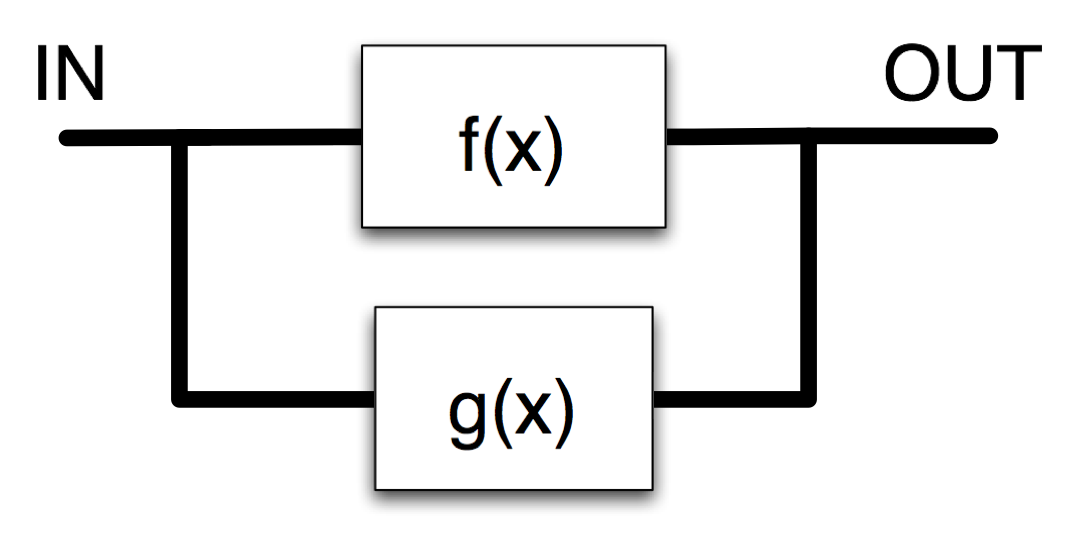
Блок-діаграма

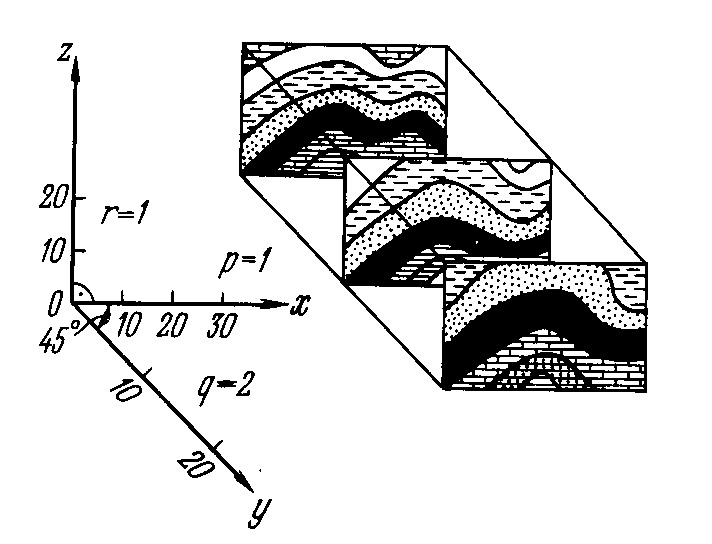
Блок-діаграма геологічної структури

Бло́к-діагра́ма (рос. блок-диаграмма; англ. block diagram, relief-diagram; нім. Block-Diagramm n) — у геології — просторове зображення покладу на площині, що побудоване на основі принципу (аксонометричного, прямокутного, косокутного) проектування, поєднує структурну карту (або карту геологічного розрізу) з двома геологічними профілями (профільними розрізами по площинах, які перетинаються на границях ділянки) і дає змогу бачити будову покладу в об'ємному зображенні.
Блок-діаграма, перспективний схематичний рисунок, який зображає ніби вирізку якоїсь ділянки земної кулі. (визначення СДФГ)
Різновиди і аналоги:
- Блок-діаграма геологічної структури (рос. блок-диаграмма геологической структуры, англ. block-diagram of geologic structure, нім. Block-Diagramm n für geologische Strukturen f) — об'ємне зображення геологічної (складчастої, тектонічно порушеної та ін.) структури, виконане в аксонометричній, афінній, векторній і ін. проєкції.